# Авринье-Вире
Авринье́-Вире́ (фр. Avrigney-Virey) — коммуна во Франции, находится в регионе Франш-Конте. Департамент — Верхняя Сона. Входит в состав кантона Марне. Округ коммуны — Везуль.
Код INSEE коммуны — 70045.

## География

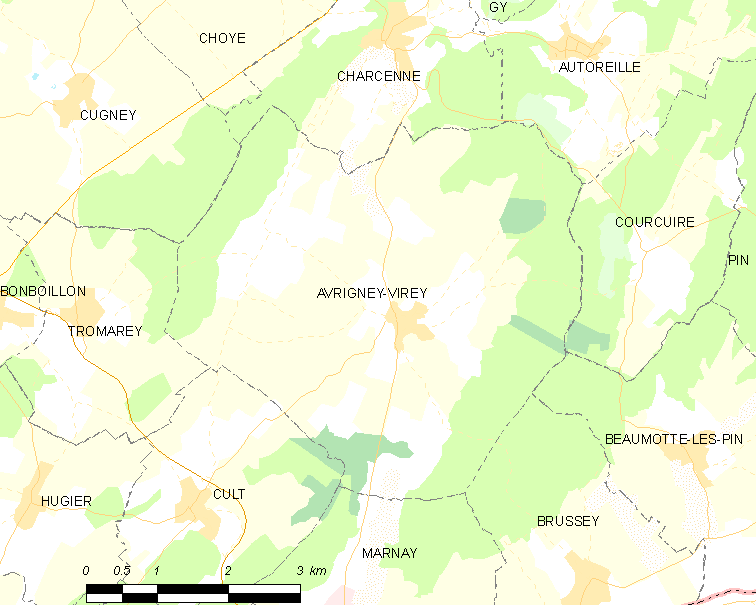
Карта коммуны

Коммуна расположена приблизительно в 310 км к юго-востоку от Парижа, в 21 км северо-западнее Безансона, в 45 км к юго-западу от Везуля.

## Население
Население коммуны на 2010 год составляло 392 человека.
| 1962 | 1968 | 1975 | 1982 | 1990 | 1999 | 2010 |
| ---- | ---- | ---- | ---- | ---- | ---- | ---- |
| 244  | 275  | 293  | 306  | 299  | 332  | 392  |

## Администрация
| Период | Период | Фамилия      | Партия | Примечания |
| ------ | ------ | ------------ | ------ | ---------- |
| 1945   | 1953   | Эмиль Лоран  |        |            |
| 1953   | 1983   | Жорж Мартен  |        |            |
| 1983   | 1989   | Пьер Ангено  |        |            |
| 1989   | 2001   | Пьер Паризе  |        |            |
| 2001   | 2014   | Морис Венсан |        |            |

## Экономика
В 2010 году среди 255 человек трудоспособного возраста (15—64 лет) 201 были экономически активными, 54 — неактивными (показатель активности — 78,8 %, в 1999 году было 71,0 %). Из 201 активных жителей работали 191 человек (101 мужчина и 90 женщин), безработных было 10 (5 мужчин и 5 женщин). Среди 54 неактивных 19 человек были учениками или студентами, 20 — пенсионерами, 15 были неактивными по другим причинам.

## Достопримечательности
- Церковь Св. Стефана (1760 год). Исторический памятник с 1989 года[3]
- Общинная печь (1833 год). Исторический памятник с 1992 года[4]